# Huananpotamon sheni
Huananpotamon sheni is een krabbensoort uit de familie van de Potamidae. De wetenschappelijke naam van de soort is voor het eerst geldig gepubliceerd in 2008 door Cheng, Li, Lin, Li, Fang, Jiang, Huang, Zhou & Zhang.